# Симазин
Симазин — селективный системный гербицид, разработанный компанией Geigy. Подобно атразину и тербутилазину относится к группе хлортриазинов и действует ингибируя фотосинтез. Симазин продаётся под торговыми названиями «Симазин», «Гесатоп Квик», «Линоцин», «Медурон», «Топурон» и «Тревокс».

## История
Симазин был разработан компанией Geigy AG в 1950-х годах и в 1957 году впервые поступил в свободную продажу. Новый гербицид имел большой успех. Аграрное подразделение компании Geigy после серии слияний стало частью компании Syngenta. Так как остатки симазина в питьевой воде все чаще становятся проблемой, в Евросоюзе в 2003 году было принято решение об исключении его из списка разрешённых пестицидов.
В начале 1970-х годов в СССР, в городе Дзержинске на химическом заводе «Оргстекло» было организовано крупное промышленное производство гербицида «Симазин». До этого при поддержке НИИ химии и технологии полимеров был построен опытно-промышленный цех симазина, которое послужило опорой и почвой для будущего нового производства. Производство «Симазин» было известно тем, что отходы были очень сложны в утилизации, это послужило причиной организации за территорией завода специального полигона скважин глубокого захоронения жидких отходов, состоявшего из трёх скважин. В 90-е годы производство было законсервировано и впоследствии полностью заброшено, а в 2021 году снесено. Полигон захоронения отходов заброшен и бесхозен.

## Получение
Симазин можно получить в лабораторных условиях из кристаллического цианурхлорида концентрированного раствора этиламина (выход составляет 50 % в воде). Реакция высоко экзотермична и поэтому её следует проводить в ледяной бане при температуре ниже 10 °C. Также важно проводить синтез в вытяжном шкафу, поскольку при высоких температурах цианурхлорид разлагается на соляную и синильную кислоты, которые высокотоксичны при вдыхании.

## Использование
Симазин используется в сельском хозяйстве в качестве избирательно действующего гербицида против злаковых трав и широколиственных сорняков. Чаще всего его применяют при выращивании кукурузы. Кроме того, он пригоден в качестве гербицида при посеве глубокой рассады.
Препарат не одобрен к использованию в странах Евросоюза. В Швейцарии симазин запрещён с 2012 года.

## Токсикология
Токсичность симазина невелика. ЛД50 при пероральном приёме для крысы, мыши, кролика, курицы и голубя составляет около 5 г/кг массы тела. У крыс симазин вызывал развитие опухолей молочных желез и почек. На основании этих данных была установлена допустимая дневная доза в 0,005 мг/кг массы тела. Поглощённый симазин быстро всасывается. В течение первого дня он практически полностью выводится из организма, от 65 до 97 % в метаболизированном виде.

## Воздействия на окружающую среду
Симазин адсорбируется почвенными минералами из-за своей низкой растворимости в воде. Степень его вымывания из почвы невелика. Деградация происходит в основном за счёт бактерий. В почве симазин остаётся активным в течение 2-7 месяцев после распрыскивания.
Для рыб симазин токсичен, летальная концентрация в воде (LC50) для радужной форели и карпа составляет 100 мг/л. Для пчёл симазин не опасен.